# هولدینگ آک بارس
هولدینگ آک بارس (روسی: Ак Барс) یک هلدینگ مالی متنوع است که در کازان، روسیه مستقر است و در سال ۱۹۹۸ تأسیس شد. گفته می‌شود که آک بارس ارتباط نزدیکی با دولت تاتارستان دارد.
بانک آک بارس، بخشی از یک هلدینگ است، بیش از ۳ میلیون مشتری بانکداری خرد دارد و یکی از ۲۰ بانک بزرگ روسیه از نظر دارایی است. در سال ۲۰۱۷ دارای رتبه اعتباری B2 از مودیز اینوستور سرویس و رتبه B از فیچ ریتینگز بود.
در سال ۲۰۱۴، آک بارس اولین بانک در روسیه بود که بانکداری اسلامی را اعمال کرد. به همین دلیل، از تأمین مالی کسب و کارهای مرتبط با الکل یا قمار یا ساخت مزارع پرورش خوک خودداری می‌کند. تات‌نفت ۱۷ درصد از سهام بانک آک بارس را در اختیار دارد.
هولدینگ آک بارز دارای سهام در کارخانه کشتی‌سازی زلنادولسک و قبلاً آک بارس آئرو است.